# Concattedrale di Bisignano
La concattedrale di Santa Maria Assunta è il principale luogo di culto della città di Bisignano, in Calabria, e concattedrale dell'arcidiocesi di Cosenza-Bisignano.

## Storia e descrizione
La  cattedrale è intitolata a santa Maria Assunta e presenta forme architettoniche tipiche del periodo normanno. Sulla facciata è inserito un portale a sesto acuto in pietra, eseguito da maestranze del vicino monastero cistercense della Sambucina. I molti terremoti hanno danneggiato la cattedrale che, prima dei rifacimenti, presentava una facciata con tre porte che immettevano nelle navate interne, sullo stesso stile della cattedrale di Cosenza.
L'interno è in tre navate terminanti con tre absidi. La navata centrale presenta decorazioni a tempera raffiguranti scene della vita della Madonna e di Cristo, eseguiti negli anni trenta dal pittore Emilio Iusi da Rose. Sull'abside centrale, originariamente affrescata con scene dell'Assunzione di Maria, è stato aggiunto, durante l'episcopato del vescovo Rinaldi (1956-1977), un mosaico raffigurante l'Immacolata Concezione.
Al culmine dell'abside laterale destra troviamo la cappella del Santissimo Sacramento all'interno della quale, sono presenti in bassorilievi, figure tratte della Disputa del Sacramento di Raffaello, riproduzione attribuita allo stesso Iusi.
Sull'altare maggiore, fatto costruire dal vescovo Pompilio Berlingieri, vi erano dei marmi policromi, che sono stati trafugati.
Il pulpito marmoreo, commissionato dal vescovo Antonio Pistocchi, risale alla seconda metà dell'Ottocento, mentre il fonte battesimale, posto all'ingresso, nella navata laterale destra, risale all'XI-XIII secolo. Esso è costituito da una grande conca in pietra poggiata su due capitelli, parti dell'antica cattedrale normanna.
All'interno è conservata la statua di santa Lucia con alcuni ex-voto in argento, cui segue, nella navata destra, la Madonna dei Sette Veli. 
Nella navata laterale sinistra sono visibili la statua del Sacro Cuore di Gesù, un crocifisso ligneo, la statua della Madonna delle Grazie, quella di san Vincenzo De Paoli e, nell'abside di sinistra, la statua dell'Addolorata.